# Massage
Massage [-sasch], fr. (av gr. ma'sséin eller

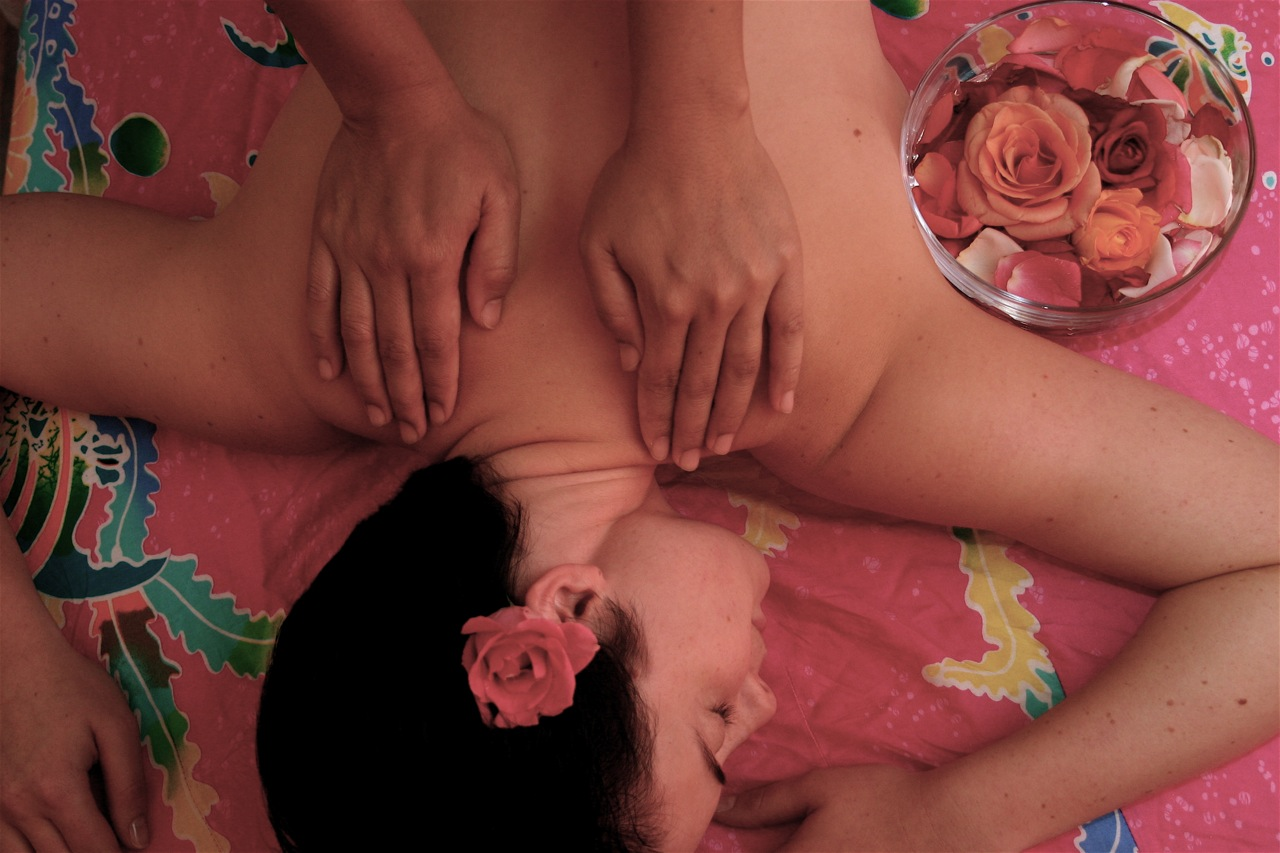
Massage.

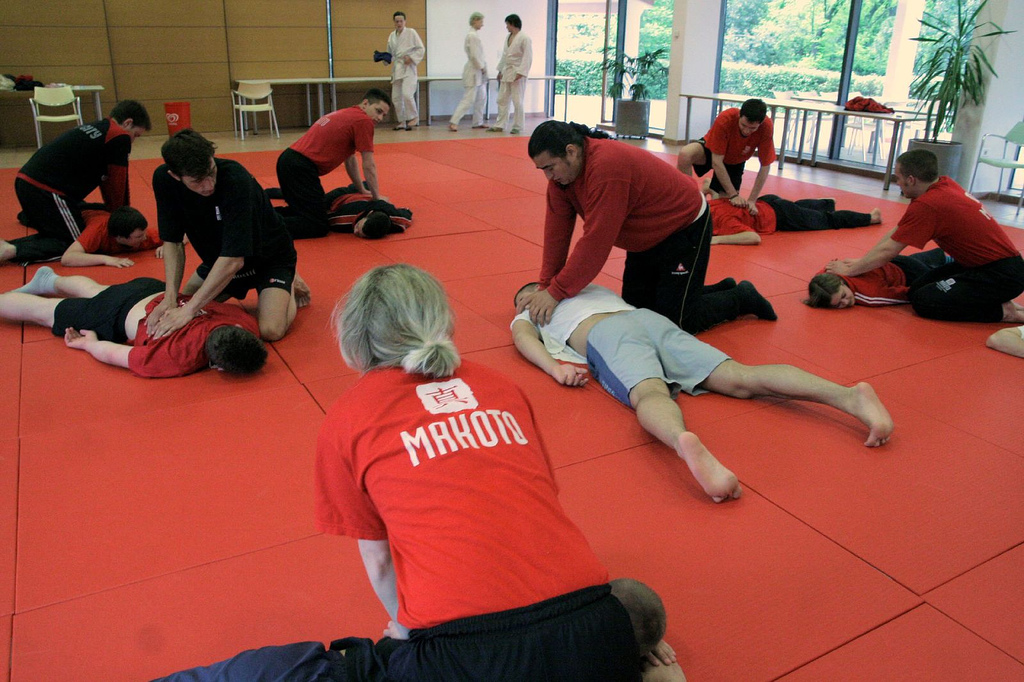
Aikido massage.

arab. mass, "trycka, gnida, knåda"), ett i senare tider i Frankrike uppkommet uttryck för den allmänna eller lokala behandling genom gnidning, knådning, kramning och bultning av muskler. Metoden har funnits länge, i synnerhet bland Orientens folk, där den fortfarande utgör en väsentlig del av deras badkultur med exempelvis turkiska hamam. 
Idrottsmassage är ett bra komplement till träning och tävling. Massagen kan förebygga muskulära skador, förkorta läkningsprocesser samt vara en del av återhämtningen efter hårda träningspass och tävlingar.[källa behövs] Behandlingen kan skräddarsys för att passa den enskilda idrottaren, med hänsyn till idrottens art och var i träningsperioden idrottaren befinner sig. Behandlingssättet kan variera avsevärt från träning till tävlingsperiod. Idrottsmassage är i regel kraftigare än den traditionella avslappnade massagen. 

## Massage i olika kulturer
I Kina infördes Massoterapi av Hua T'o   (år 122-225). Han lär ha botat kejsarens huvudvärk och hjärtbesvär med denna teknik. Denna typ av behandling finns omnämnd i Nei Ching och gick ut på att med knådning, friktion och slag med liten träklubba aktivera cirkulationen. Man masserade också med undersidan av en kinesisk porslinssked, vilken doppades i varmt vatten. I pedriatriken hade man också stor användning av denna typ av massage samt att med tumme eller tumnagel massera akupunkturpunkter, när dessa inte kunde behandlas med nålar.[källa behövs] 
Åldringar tog gärna sin tillflykt till massage för att mjuka upp lemmar och aktivera blodcirkulationen.[källa behövs]
I Indien kallas massage chamboning, varav engelskans shampooing. 
I den grekiska medicinen och dietetiken och även senare hos romarna intog denna massage, benämnd tripsis eller ana'tripsis, även framstående plats och verkar ha varit utvecklad till hög grad av fulländning och mångsidig användning, ofta utövad av personer med medicinsk skolning (iatraléi'ptai). Hos de grekiska skriftställarna finns ganska omständliga föreskrifter för bruket av gnidningar och knådningar av olika slag och styrka, liksom deras verkan tolkas på ett överraskande klart sätt. Nära sammanhängande med den antika gymnastiken, till vars regelmässiga kroppsövningar den alltid utgjorde inledningen och avslutningen, betraktades dock massagen som en konst för sig, avsedd för behandling av vissa svaghets- och sjukdomstillstånd, såväl akuta som kroniska.[källa behövs]
Sedan de gamles gymnastik, efter den antika bildningens förfall, nästan alldeles försvunnit, bibehöll sig dock badet med sin massage inom det bysantinska väldet [källa behövs], från vilket det sedan upptogs och vårdades i nästan oförändrat skick av araberna och deras flitiga lärda, vilka med synnerlig kärlek bibehållit och utbrett dess bruk. De grekiska och arabiska mästarnas orubbade auktoritet uppehöll också i medeltidens läkekonst förtroendet för frottering och gnidning. Även badmassagen, såväl vid de italienska medeltidsbaden som vid de nordiska gyttjebaden, bör utan tvekan haft sitt ursprung i samma klassiska källa. [källa behövs]
I Sverige har ordet "massage" först sedan början av 1870-talet blivit mera allmänt känt, sedan den berömde läkaren i Amsterdam J. Mezger genom en rationell och energisk användning av massage som behandlingsmetod för många olika åkommor gett metoden ett allmänt erkännande inom läkekonsten. Massagens många handgrepp har sedan gammalt ingått i den svenska sjukgymnastiken, där de av Pehr Henrik Ling och hans lärjungar (Branting, Georgii, De Ron) blivit på ett systematiskt sätt ordnade och använda, även om de här inte spelat den självständiga roll och fått den strängt begränsade tillämpning som den moderna lokala massagen. Den moderna lokala massagen används uteslutande på de sjuka kroppsdelarna och vävnaderna.
Den svenska klassiska massagen utförs alltid i ett lugnt tempo med ett medelhårt tryck och följer alltid ett på förhand bestämt mönster. En behandling med klassisk massage sker främst i ett avkopplande och smärtlindrande syfte där den manuella terapeuten använder sig av grepp som effleurage (strykningar), petrissage (knådningar), friktioner (gnidningar), vibrationer (lätta rytmiska skakningar) och tapotement (lätta rytmiska slag). 

## Övrigt
Efter den sexuella frigörelsens epok på 1960-talet och 1970-talet har ordet massage i olika kombinationer förekommit såsom en eufemism för tjänster utförda av prostituerade. [källa behövs]

## Massagemetoder
- Bindvävsmassage
- Energimassage
- Klassisk massage
- Nurumassage
- Presselmassage
- Prostatamassage
- Setaimassage
- Spädbarnsmassage
- Revolving
- Tantramassage
- Thailändsk massage
- Taktil massage